# BMW R80 GS
La BMW R80 G/S (Gelände/Strasse in tedesco: fuoristrada/strada) è una motocicletta prodotta dalla casa motociclistica BMW.

## Contesto
Viene presentata alla stampa motoristica internazionale nel settembre 1980 ad Avignone, dopo una gestazione durata 20 mesi
Quella che sembra una grossa moto impacciata e pesante, si rivela subito una macchina da viaggio estremamente efficace in ogni condizione stradale. Ottimo bilanciamento dei pesi, ciclistica di prim'ordine, ampia possibilità di carico e buon comfort sulle lunghe distanze uniti alla possibilità di affrontare percorsi fuoristrada anche impegnativi, ne decretano l'immediato successo nonostante un listino di vendita decisamente elevato.
Meccanicamente molto simile alla versione stradale R 80/7, della quale monta l'unità a cilindri contrapposti boxer di 797cm³ che eroga 50cv a 6500 giri/min, ha nella ciclistica le più importanti innovazioni. Forcella anteriore a perno avanzato con ruota da 21" e pneumatici off road (Metzeler enduro 1), disco con pinza Brembo e pastiglie sinterizzate e, soprattutto, forcellone monobraccio posteriore che integra al suo interno l'albero di trasmissione, come tradizione del marchio, cardanico. Ruota posteriore da 18" montata a sbalzo, estremamente pratica in caso di foratura, e pneumatici tube type. Terminale di scarico unico, a sinistra, con grosso compensatore sotto al telaio.
Al momento del lancio esiste il solo colore bianco alpinweiss, con sellone arancio, al quale si affiancherà nel 1982 il blu metallizzato con sellone nero.

Nel 1984, per celebrare i successi sportivi nella massacrante Paris-Dakar (gara di durata che si svolge prevalentemente sulle piste desertiche dell'Africa del Nord-ovest, con arrivo nel Senegal) BMW presenta la versione replica, appunto la BMW R80 G/S Paris Dakar, in bianco alpinweiss con serbatoio maggiorato a 32 litri (originale da 21), sellone arancio monoposto e grosso portapacchi posteriore, avviamento anche a pedale ed autografo del pilota Gaston Rahier sul serbatoio. La Paris Dakar fu prodotta dall'84 all'87.
Il modello resta in produzione fino al 1985, anche se qualche esemplare è venduto in Italia ancora nel 1986.
Nel 1986 arriva il modello di chiusura di quella che a tutti gli effetti resterà considerata la prima serie; venduto in due nuove colorazioni: serbatoio rosso con decals bianche e sella arancio, e serbatoio celeste con decals bianche e sella azzurra. Per entrambe ci sarà la novità del cruscotto portastrumenti di colore solo bianco. 

## La seconda serie

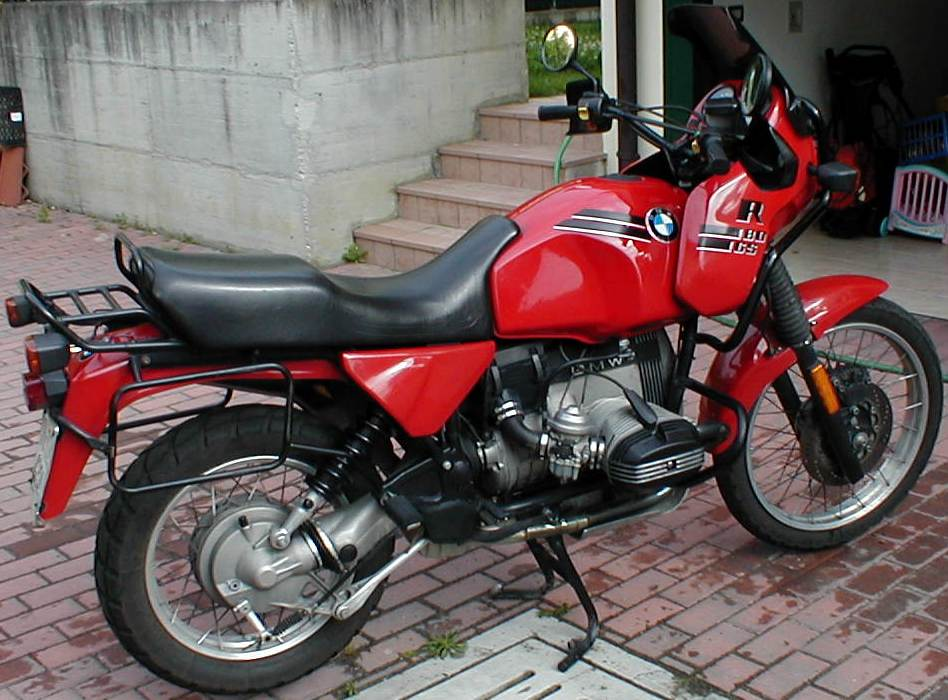
Vista laterale BMW R80 GS

La prima svolta sostanziosa arriva nel 1987 con l'introduzione della seconda serie, occasione nella quale la G/S abbandona la sbarra per iniziare a chiamarsi GS, il che rende nota immediatamente una vocazione maggiormente stradale della motocicletta. Presentata in due varianti da 800 cm³ e 1.000 cm³, assumendo nel secondo caso il nome di R100 GS, venne realizzata in colore bianco con scritta azzurra sul serbatoio a rappresentare la cilindrata e sella azzurra, oppure rossa con decals nere e sella nera.
Telaio allungato, forcella anteriore con perno avanzato e pinza sempre Brembo ma montata anteriormente al disco, che rimane fisso. Nuovo portapacchi posteriore. La novità più importante per la ciclistica è costituita dall'introduzione del cosiddetto Paralever, ovvero un nuovo monobraccio posteriore che contiene sempre l'albero cardanico ma che è coadiuvato nel suo funzionamento da un controbraccio più in basso, decisivo in caso di grosse accelerazioni per contrastare l'innalzamento di tutto il retrotreno e la compromissione dell'assetto. Il Paralever sarà montato anche da modelli successivi a due e quattro cilindri.
Questa motocicletta, con semplici modifiche di dettaglio, verrà dotata di una semi-carena anteriore decisamente efficace, con parabrezza regolabile, e resterà in listino fino a tutto il 1994, quando le sarà affiancata la nuova GS figlia del progetto R259, cioè del nuovo motore boxer 4 valvole della R 1100 GS.
A chiusura della serie bicilindrica a due valvole, BMW deciderà, in omaggio alla prima serie, di commercializzare la R80GS Basic, solo con cilindrata 797 cm³, solo in bianco pastello alpinweiss e telaio azzurro. Questa versione, tecnicamente identica alla seconda serie del 1987 e solo in parte differente esteticamente (eliminata la semicarena e riproposto il classico cruscotto bianco) sarà venduta anche in versione Basic Kalahari con serbatoio da 32 litri e cupolino fino a tutto il 1998. L'ultimo esemplare lascerà la catena di montaggio di Berlino il 28 dicembre 1998 chiudendo l'era della bicilindrica BMW più longeva in assoluto.